# Partia Kristiane Demokrate e Shqipërisë
Die Partia Kristiane Demokrate e Shqipërisë (albanisch für „Christlich-Demokratische Partei Albaniens“; Akronym: PKDSh), oder kurz Partia Kristiane Demokrate (Akronym: PKD) genannt, ist eine christdemokratische Partei in Albanien. Bei der Parlamentswahl in Albanien 2013 erlangte sie im Wahlbündnis der Partia Socialiste e Shqipërisë einen Sitz. Parteivorsitzender ist Dhimitër Muslia.